# اچ‌ام‌اس لوستوفت (اف۱۰۳)
اچ‌ام‌اس لوستوفت (اف۱۰۳) (به انگلیسی: HMS Lowestoft (F103)) یک کشتی بود که طول آن ۳۷۰ فوت (۱۱۰ متر) بود. این کشتی در سال ۱۹۶۰ ساخته شد.